# NGC 18

NGC 18 je dvojhvězda nacházející se v souhvězdí Pegase. Poprvé ji zaznamenal švédský astronom Per Magnus Herman Schultz dne 15. října 1866 při pozorování 9,6palcovým (244mm) refraktorem. Tento objekt je zajímavý svou extrémně velkou vzájemnou vzdáleností mezi složkami, která činí přibližně 2 700 AU.

## Charakteristika
NGC 18 se nachází přibližně 2 528 světelných let od Země. Hvězdy tvořící tento systém mají zdánlivou hvězdnou velikost 14 magnitud. Vzhledem k velké vzájemné vzdálenosti představuje tento systém zajímavý objekt pro studium dynamiky širokých binárních systémů a jejich vlivu na formování hvězd.
Separace složek naznačuje slabou gravitační vazbu, což činí NGC 18 zajímavou pro výzkum vývoje širokých binárních systémů. Tento systém je ideální pro studium dynamických interakcí mezi hvězdami s velkými vzájemnými vzdálenostmi.

## Historie pozorování
NGC 18 byla poprvé zaznamenána Perem Magnusem Hermanem Schultzem v roce 1866. Schultz použil refraktor o průměru 244 mm a zařadil tento objekt do svých katalogů. V roce 1882 jej hledal Édouard Stephan, ale bez úspěchu. Později objekt potvrdil Guillaume Bigourdan v roce 1886 a zahrnul jej do svých záznamů o slabých hvězdách.